# NTNUI

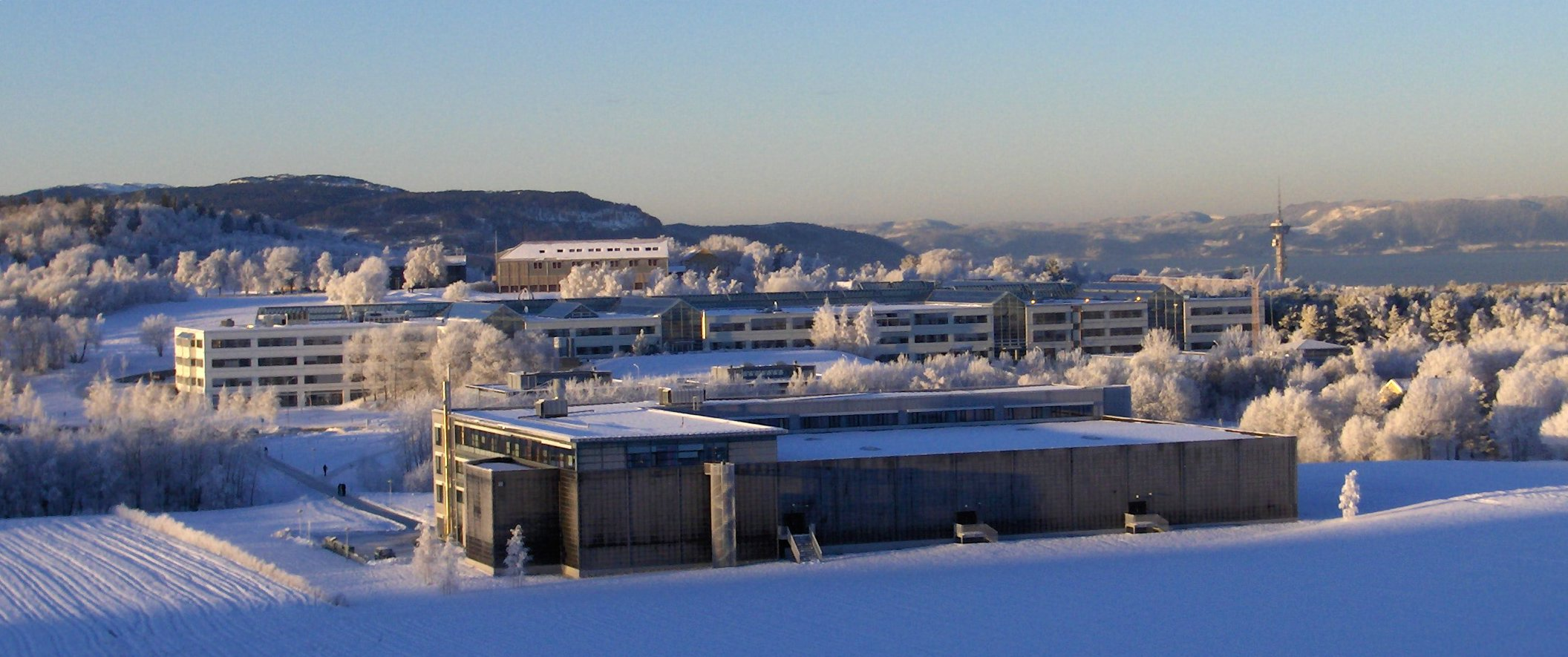
Dragvoll Idrettssenter (im Vordergrund) ist eine Sportanlage auf dem Campus von Dragvoll

Norges teknisk-naturvitenskapelige universitets idrettsforening (Sportverein der Technisch-Naturwissenschaftlichen Universität Norwegens), abgekürzt NTNUI, ist mit mehr als 12.000 Mitgliedern und mehr als 50 vertretenen Sportarten Norwegens größter und vielseitigster Sportverein. Er ist der Sportverein der Studentinnen und Studenten der Technisch-Naturwissenschaftlichen Universität Norwegens (NTNU) in Trondheim.
NTNUI entstand am 21. April 1998 aus der Verschmelzung der beiden Trondheimer Studentensportvereine Norges Tekniske Høgskoles Idrettsforening (NTHI, gegründet am 25. Oktober 1910) und Den Allmennvitenskapelige Høgskoles Idrettslag (AVHI, gegründet am 7. Dezember 1962), nachdem deren zugehörige Hochschulen NTH und AVH zur Universität NTNU vereinigt worden waren.
Die Vereinsfarbe von NTNUI wurde vom Vorgängerverein NTHI übernommen und ist grün mit gelb-schwarz-gelben Streifen.
NTNUI betreibt gemeinsam mit dem Studentenwerk (SiT) und der Universität eigene Sportstätten auf den Campus von Gløshaugen und Dragvoll. Darüber hinaus besitzt NTNUI eine größere Hütte (Studenterhytta) unweit der Stadt in der Bymarka unterhalb des Gråkallen, welche 1913 von NTHI errichtet und später stufenweise um- und ausgebaut wurde. NTNUI unterhält des Weiteren ein über Trøndelag gebreitetes Netz von 24 kleinen Hütten (Koiene).

## Orientierungslauf
Die Orientierungslaufstaffeln des Vereins haben bereits einige internationale Erfolge eingefahren: Bei der Jukola gab es Siege 1989, 1990 und 1955, die Tiomila gewann die Frauenstaffel 1985, 1986, 1987 und 1992. Bekannte ehemalige Läufer des Vereins sind Carl Henrik Bjørseth, Ellen Sofie Olsvik, Hanne Sandstad, Tore Sandvik, Håvard Tveite und Bjørnar Valstad.